# Zee Cine Award/Beste Regie
Der Zee Cine Award Best Director ist eine Kategorie des indischen Filmpreises Zee Cine Award.
Der Zee Cine Award Best Director wird von der indischen Öffentlichkeit gewählt. Die Gewinner werden jeden März bekannt gegeben. 
Der Regisseur Sanjay Leela Bhansali wurde bereits dreimal in dieser Kategorie ausgezeichnet, Karan Johar und Rakesh Roshan wurden jeweils zweimal vom indischen Publikum zum besten Regisseur des Jahres gekürt.
Liste der Gewinner:
| Jahr | Regisseur              | Film                    | Deutscher Titel                             |
| ---- | ---------------------- | ----------------------- | ------------------------------------------- |
| 1998 | Jyoti Prakash Dutta    | Border                  | —                                           |
| 1999 | Karan Johar            | Kuch Kuch Hota Hai      | Und ganz plötzlich ist es Liebe …           |
| 2000 | Sanjay Leela Bhansali  | Hum Dil De Chuke Sanam  | Ich gab dir mein Herz, Geliebter            |
| 2001 | Rakesh Roshan          | Kaho Naa... Pyaar Hai   | Liebe aus heiterem Himmel                   |
| 2002 | Ashutosh Gowariker     | Lagaan                  | Lagaan – Es war einmal in Indien            |
| 2003 | Sanjay Leela Bhansali  | Devdas                  | Devdas – Flamme unserer Liebe               |
| 2004 | Rakesh Roshan          | Koi... Mil Gaya         | Sternenkind – Koi Mil Gaya                  |
| 2005 | Yash Chopra            | Veer-Zaara              | Veer und Zaara – Die Legende einer Liebe    |
| 2006 | Sanjay Leela Bhansali  | Black                   | —                                           |
| 2007 | Rakesh Omprakash Mehra | Rang De Basanti         | Rang De Basanti – Die Farbe Safran          |
| 2008 | Aamir Khan             | Taare Zameen Par        | Taare Zameen Par – Ein Stern auf Erden      |
| 2009 | keine Verleihung       |                         |                                             |
| 2010 | keine Verleihung       |                         |                                             |
| 2011 | Karan Johar            | My Name Is Khan         | Mein Name ist Khan                          |
| 2012 | Imtiaz Ali             | Rockstar                | —                                           |
| 2013 | Anurag Basu            | Barfi!                  | —                                           |
| 2014 | Ayan Mukerji           | Yeh Jawaani Hai Deewani | Lass dein Glück nicht ziehen                |
| 2015 |                        |                         |                                             |
| 2016 | Sanjay Leela Bhansali  | Bajirao Mastani         | Bajirao & Mastani – Eine unsterbliche Liebe |